# Adam d'Adelon
 (mai 2025).
Adam d'Adelon, ou Adam de Besmedin, ou Adam Embriaco, ou encore Adam du Gibelet, mort vers 1198, est un noble d'origine génoise. Il est le troisième fils d'Hugues de Besmedin, seigneur de Besmedin, et de son épouse Agnès de Ham.
Vers l'an 1190, Adelon est élevé au seigneurie et confié à Adam comme fief qu'il tient du royaume de Jérusalem et qui en devient donc le premier seigneur. 
Il n'a pas contracté d'union ni eu de descendance connue.
Il meurt vers 1198, et en l'absence d'héritier direct, sa sœur Agnès de Besmedin lui succède en tant que dame d'Adalon, en compagne de son époux, le chevalier flamand Thierry de Termonde, qui deviendra plus tard connétable de l'empire latin de Constantinople sous le règne de son compatriote Baudouin VI de Hainaut. 